# لایونز (کانزاس)
لایونز (به انگلیسی: Lyons) شهری در ایالت کانزاس کشور ایالات متحده آمریکا است که جمعیت آن در سرشماری سال ۲۰۱۰ میلادی، ۳٬۷۳۹ نفر بوده‌است.